# لوئیس مایلی
لوئیس مایلی (انگلیسی: Lewis Miley؛ زادهٔ ۱ مهٔ ۲۰۰۶) بازیکن فوتبال اهل بریتانیا است که در پست هافبک برای باشگاه فوتبال نیوکاسل یونایتد و تیم ملی فوتبال زیر ۱۹ سال انگلیس بازی می‌کند.
وی همچنین سابقه بازی در تیم‌ ملی فوتبال زیر ۱۷ سال انگلستان را در کارنامه دارد.